# ゴルゴーン

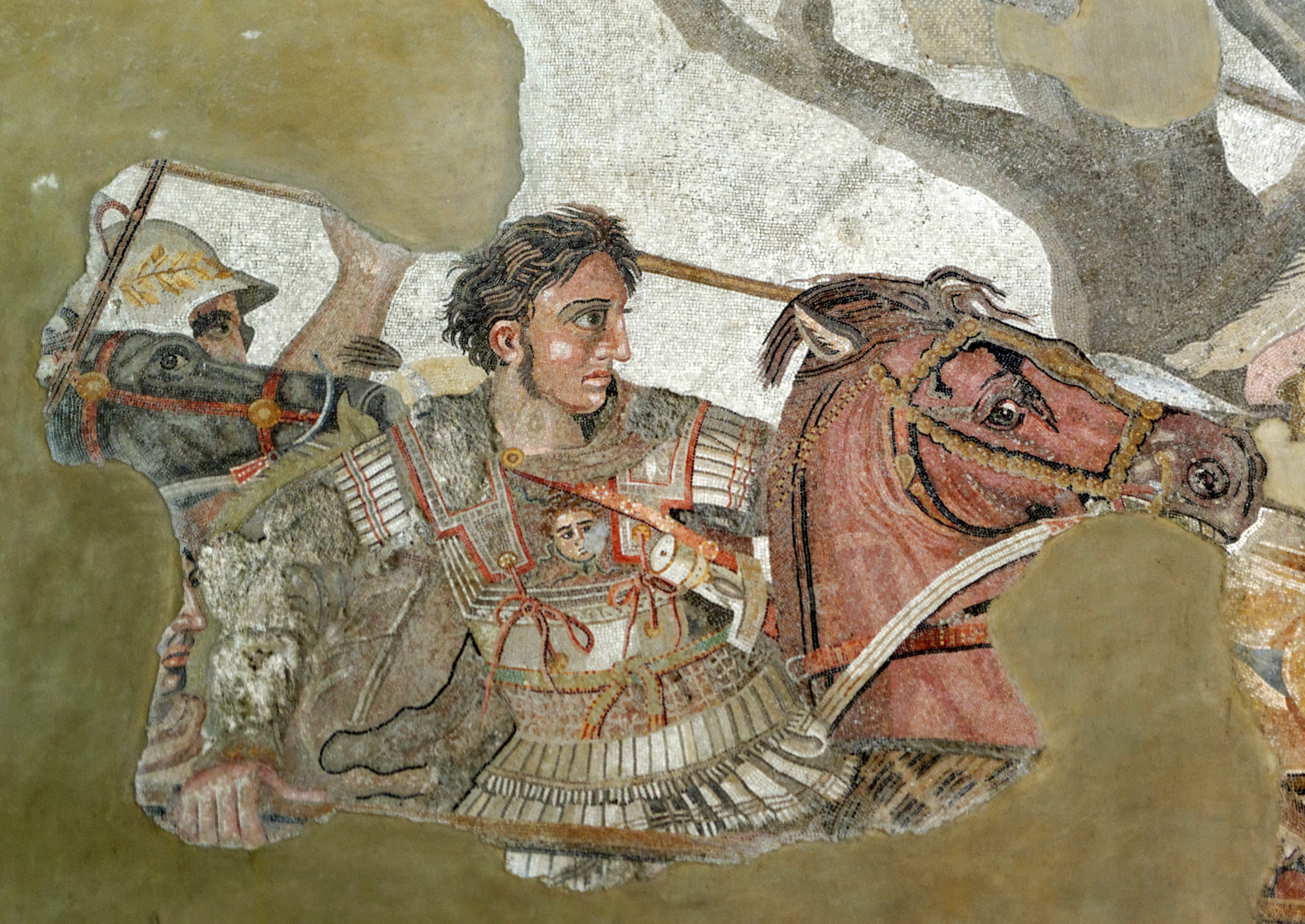
愛馬ブケパロスに騎乗したアレクサンドロス大王。鎧にメドゥーサの首（拡大図）

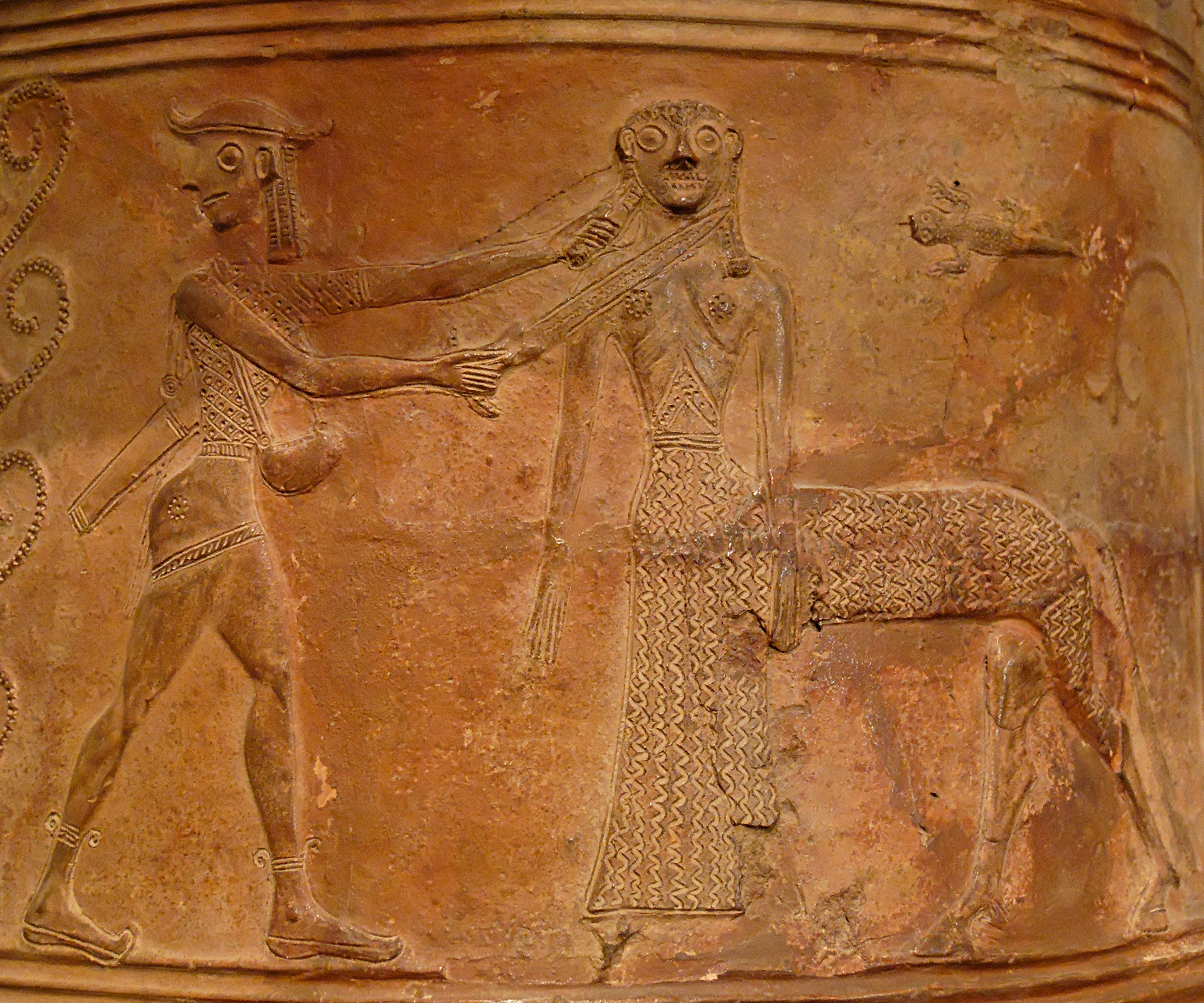
紀元前660年頃の貯蔵用の大甕ピトスの表面に描かれたレリーフ。ルーヴル美術館所蔵。

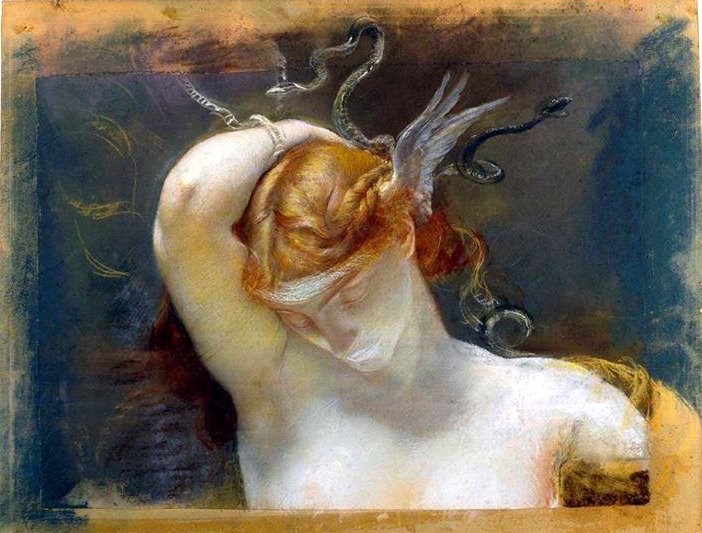
ジュリオ・アリスティド・サルトリオの1895年の絵画『ゴルゴーンの首』。

ゴルゴーン（古希: Γοργών, Gorgōn）、またはゴルゴー（古希: Γοργώ, Gorgō）は、ギリシア神話に登場する醜い女の怪物である。その名は「恐ろしいもの」の意。
日本語では長母音記号を省略し、ゴルゴン、ゴルゴとも表記する。英語読みはゴーゴン(Gorgon)。

## 概要
ヘーシオドスの『神統記』やアポロドーロスによると、ゴルゴーンは海神ポルキュースとその妻ケートーの娘で、ステンノー、エウリュアレー、メドゥーサの3人からなる姉妹である。またグライアイとも姉妹である。エウリーピデースの奇妙な伝承によると、ゴルゴーンはギガントマキアーの際にガイアがギガース族の味方として生み出したとある。さらにヒュギーヌスはゴルゴーンとケートーからステンノー、エウリュアレー、メドゥーサが生まれたとしている。この伝承ではゴルゴーンは男の怪物となっている。
髪の毛の代わりに生きている蛇が生えており、黄金の翼、青銅の手、イノシシのような牙を持つとされ、自らの翼で空を飛び、ゴルゴーンの顔を見た者を石化することができる。ボイオーティア地方から発見されルーブル美術館に所蔵されている大甕ピトスでは、下半身が馬になっているケンタウロス族のような姿（ただし足は二本）で描かれているが、ゴルゴーンの首に剣を向けているペルセウスはゴルゴーンを見ないように顔を背けている。その住処はヘーシオドスによると、オーケアノスの流れや「ヘスペリデスの園」の近くの世界の西の果ての地である。

## 神話
神話によると3姉妹のうちメドゥーサだけが不死ではなく、後にメドゥーサはペルセウスによって首を切られて退治された。その際、傷口からメドゥーサとポセイドーンの子クリューサーオールとペーガソスが生まれた。その後、ペルセウスはメドゥーサの首を使ってアンドロメダーや母ダナエーを救い出したと伝えられている。ペルセウスがキビシスからメドゥーサの首を取り出し、その首を向けられた者は何者であっても石と化した。一説によるとメドゥーサはアテーナーと美を競ったために、アテーナーによって首を切られた。さらにメドゥーサはアテーナーの怒りに触れて醜い姿にされたとする説も唱えられた。ペルセウスは冒険が終わるとメドゥーサの首をアテーナーに捧げ、アテーナーは自らのアイギスにその首を取り付けたという。
ホメーロスは『イーリアス』の中で、ゼウスの盾アイギスに固定されているゴルゴーンの首について描写している。アイギスは『イーリアス』においてはゼウスの持ち物であり、ヘーパイストスがゼウスのために制作したものである。アイギスについては諸説あり、後世の神話ではアテーナーのアイギスは女神自身がゴルゴーンを倒した際に、その皮を剥いで作ったものだと語られている。
一方、『オデュッセイア』ではゴルゴーンの首は冥府の女王ペルセポネーが所持する魔物であるかのように描かれている（ただしこれはオデュッセウスの想像で実際には登場しない）。

## 魔除けとしてのゴルゴーン
ゴルゴーンの首は古代ギリシャにおいてはしばしば魔除け（ゴルゴネイオン、Gorgoneion）に用いられた。
ギリシア美術では「真正面を向いた」人物描写は少ないが、ゴルゴーンに限ってはほとんどが真正面を向いた形で描かれている。同様に「真正面」の描写が少ないメソポタミア・古代エジプト美術において常に真正面を向いて描かれるフンババ（同じく魔除けに使われた）やエジプトの神ベスとの共通点も指摘されている。正面を向いているのはゴルゴーンの持つ邪眼を機能させるためだとされている。